# Großsteingrab Uggeløse Skov 2
Das Großsteingrab Uggeløse Skov 2 ist eine megalithische Grabanlage der jungsteinzeitlichen Nordgruppe der Trichterbecherkultur im Kirchspiel Uggeløse in der dänischen Kommune Allerød.

## Lage
Das Grab liegt westlich von Lynge im Norden des Waldgebiets Uggeløse Skov, direkt östlich eines Waldwegs. In der näheren Umgebung gibt bzw. gab es zahlreiche weitere megalithische Grabanlagen.

## Forschungsgeschichte
Im Jahr 1942 führten Mitarbeiter des Dänischen Nationalmuseums eine Dokumentation der Fundstelle durch.

## Beschreibung
Die Anlage besitzt eine nordnordwest-südsüdöstlich orientierte rechteckige Hügelschüttung mit einer Länge von 14 m und einer Breite von 8 m. Der Hügel ist recht niedrig und angegraben. Auf dem Hügel liegen einige Steine, von denen sich aber keiner sicher als Umfassungsstein identifizieren lässt.
Der Hügel enthält zwei Grabkammern. Die erste befindet sich im Südteil und ist als Urdolmen anzusprechen. Sie ist nordnordwest-südsüdöstlich orientiert und hat einen rechteckigen Grundriss. Zu ihren Maßen liegen keine Angaben vor. Die Kammer besteht aus einem Wandstein an einer Langseite, zwei Wandsteinen an der anderen Langseite und einem Abschlussstein an einer Schmalseite. Der Deckstein liegt verschleppt neben der Kammer.
Die zweite Kammer befindet sich im Nordteil des Hügels. Hier ist nur noch ein einzelner großer, gesprengter Stein erhalten. Maße, Orientierung und Typ dieser Kammer lassen sich nicht mehr bestimmen.